# 河地重蔵
河地 重蔵（かわち じゅうぞう、1928年2月18日 - 2007年11月28日）は、日本の中国史学者。

## 経歴
1928年、岐阜県生まれ。別名・重造。京都大学文学部東洋史学科を卒業。
1953年、大阪市立大学経済学部講師となり、後に助教授、教授昇格。1972年、学位論文『毛沢東と現代中国 社会主義経済建設の課題』を大阪市立大学に提出して経済学博士号を取得。1990年に大阪市立大学を定年退官し、名誉教授となった。その後は流通科学大学教授として教鞭をとった。1998年に流通科学大学を退任し、名誉教授。

## 著作
著書
- 『漢の高祖』(中国人物叢書 第2期) 河地重造 人物往来社 1966
  - 改題『劉邦 中国英雄伝』河地重造 新人物往来社 1981
- 『毛沢東と現代中国 社会主義経済建設の課題』河地重造 ミネルヴァ書房 1972

編共著
- 『中国史 第1』(アジア史講座 第1巻) 河地重造編 岩崎書店 1955
- 『転形期の中国経済』世界思想社 1981
- 『変貌する中国経済』藤本昭・上野秀夫共著 世界思想社 1987
- 『アジアの中の中国経済』藤本昭・上野秀夫共著 世界思想社 1991
- 『現代中国経済とアジア 市場化と国際化』藤本昭・上野秀夫共著 世界思想社 1994
- 『中国経済と東アジア圏』藤本昭・上野秀夫共著 世界思想社 1998

翻訳
- 『五・四運動史 植民地化とのたたかい』華崗著、天野元之助・池田誠と共訳 創元社 1952

論文
- CiNii>河地重蔵
- CiNii>河地重造

## 資料
- 佐々木信彰2008「河地重蔵先生を偲んで」『アジア研究』54-2, 1-2頁.doi
- 「河地重蔵教授略歴・著作目録」『大阪市立大学経済学会經濟學雜誌』 91-3・4, 103-108頁.